# Atalaia (kommun i Brasilien, Alagoas, lat -9,53, long -36,07)
Atalaia är en kommun i Brasilien.   Den ligger i delstaten Alagoas, i den östra delen av landet, 1 500 km nordost om huvudstaden Brasília. Antalet invånare är 44 379.
Följande samhällen finns i Atalaia:
- Atalaia

Omgivningarna runt Atalaia är en mosaik av jordbruksmark och naturlig växtlighet. Runt Atalaia är det ganska glesbefolkat, med 45 invånare per kvadratkilometer.